# Vijzelstraat
La Vijzelstraat est une rue de la capitale néerlandaise Amsterdam. Elle relie la Muntplein au nord et le Prinsengracht au sud, dans le prolongement du Rokin vers le Vijzelgracht.

## Situation et accès
Située dans l'arrondissement Centre, la Vijzelstraat relie la Muntplein au Prinsengracht, juste avant le Weteringschans et le Weteringplantsoen. Elle traverse le Grachtengordel selon un axe nord-sud en croisant successivement la Reguliersdwarsstraat (reliant la Rembrandtplein à l'est et la Koningsplein à l'ouest), le Herengracht, le Keizersgracht, ainsi que la Kerkstraat (reliant le Magere Brug sur l'Amstel à l'est et le Leidsegracht à l'ouest via le Reguliersgracht).
La Vijzelstraat permet le passage de la ligne 24 du tramway d'Amsterdam, ainsi que la ligne 52 du métro d'Amsterdam en souterrain.

## Origine du nom
Tout comme le Vijzelgracht, elle tire probablement son nom de Cornelis et Jan Vijselaar, illustres habitants de la ville au XVIIe siècle.

## Histoire

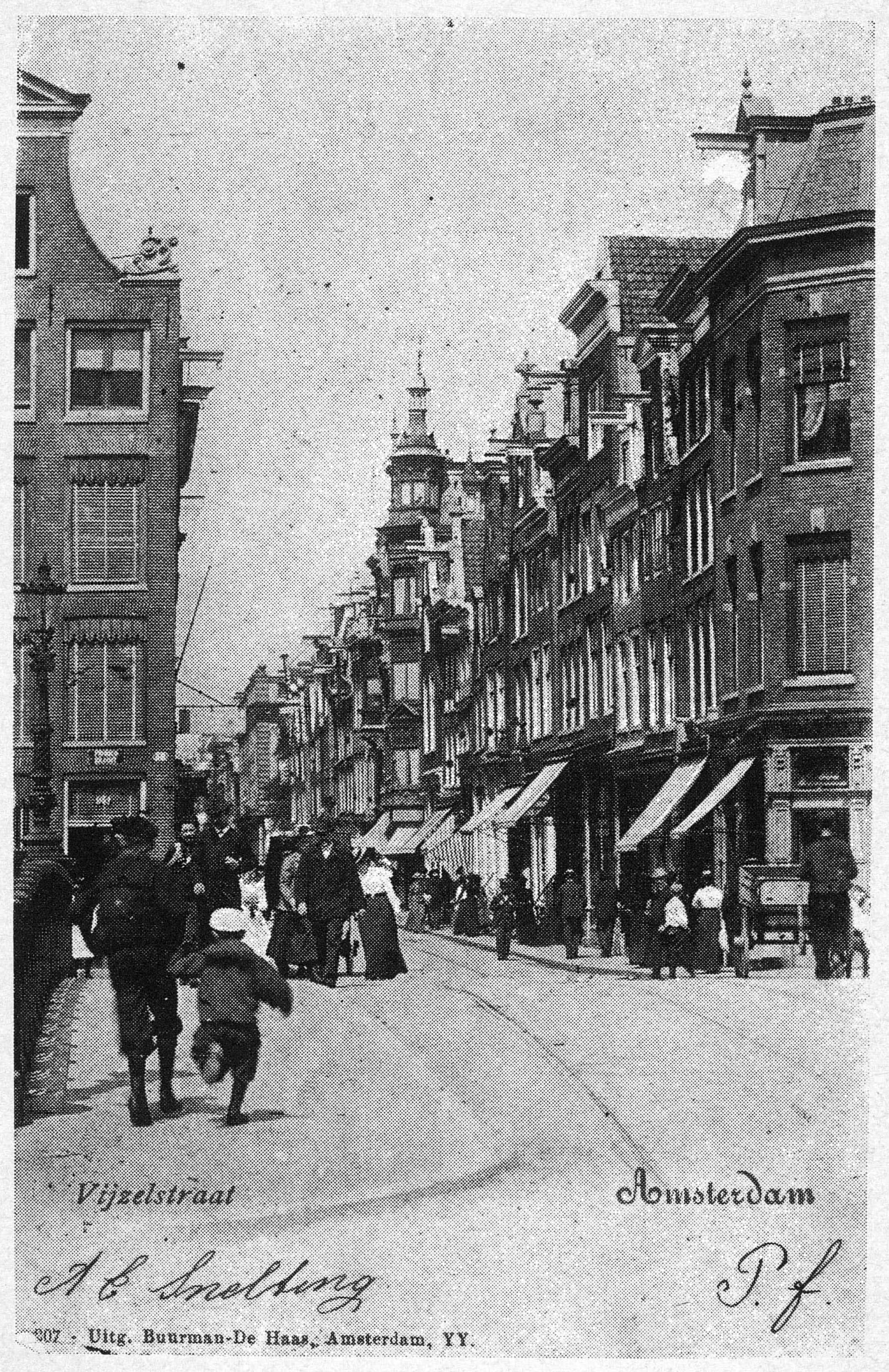
La Vijzelstraat au début du XXe siècle.

La rue est ajoutée dans le cadre du plan d'expansion de la ville de 1658, à l'instar du Vijzelgracht au sud, alors qu'une première partie figure au nord déjà dans les plans de 1584. En 1907, le conseil municipal prend la décision de faire élargir la rue et ses ponts, d'une largeur de 7 à 10 mètres, pour atteindre une largeur de 22 mètres, par la démolition des bâtiments de son côté ouest.
Les travaux commencent en 1917 au nord, la partie la plus étroite. La voirie est refaite entre 2019 et 2021 par la municipalité afin de donner plus d'espace aux piétons et cyclistes par rapport aux automobiles,.

## Bâtiments remarquables et lieux de mémoire
En dépit de nombreux changements architecturaux, la Vijzelstraat compte sur son axe 50 monuments nationaux (rijksmonumenten) et bâtiments inscrits au patrimoine municipal. L'un des plus connus est De Bazel, ancien siège de la Société de commerce néerlandaise (NHM) datant de 1926 et monument national abritant les Archives de la ville d'Amsterdam (Stadsarchief Amsterdam) depuis 2007, au numéro 32.
Dans le prolongement de la Vijzelstraat se trouve le Vijzelgracht, creusé dans les années 1660 entre le Prinsengracht et le Weteringschans. Ce canal est finalement comblé en 1933.